# 郵差三度來按鈴
《郵差三度來按鈴》是台灣電視公司（台視）在1990年播出的八點檔連續劇，1990年4月26日至6月21日每週一至週五晚上八點播出，製作人是徐進良，製作公司是賞心悅目文化公司，導演是楊道，主演包括了巴戈、方芳芳、涂善妮、艾偉、安迪、宋逸民等人。《郵差三度來按鈴》是徐進良「郵差系列」的第三部作品（第一部是《郵差總是按對鈴》，第二部是《又見郵差來按鈴》），獲得1991年第26屆金鐘獎的電視金鐘獎最佳編劇獎。
雖是郵差系列的第三部作品，但其實這一部除了部分演員相同之外，與前兩部並沒有關聯，演出的人物名字也都不同。

## 演員
- 巴戈飾高青天 總經理
- 方芳芳飾丁窈窕
- 艾偉飾卜凡
- 涂善妮飾張喜美
- 宋逸民飾高青逸
- 鄭宜雰飾文靜
- 倪詩蓓飾高天麗（1-14集）
- 周思潔飾高天麗
- 夏靖庭飾楚漢
- 安迪飾鍾杵宏
- 李承泰飾陳學民
- 曾幼秀飾陳友憶
- 韋孝慈飾汪雅蘭
- 陳繼宗飾柯健雄
- 宋羿慧飾鍾含笑
- 郝曼麗飾彪姐
- 孫鐶飾小彪
- 李芳雯飾珍妮
- 夏威飾林森林
- 楊光友飾林陽
- 柯素雲飾李麗文
- 焦恩俊飾Peter

## 工作人員
- 監製：顧輝雄
- 製作人：徐進良
- 策劃：張穀興
- 編劇：林桂瑛
- 導演：楊道
- 美術指導：趙柏巖
- 執行製作：吳金瑛、連坤鎕
- 副導演：陳興國、謝徵忠
- 節目助理：唐瓊、吳啟文
- 陳設：陳金茂
- 道具：黃國清
- 服裝：何秀英
- 化妝：廖淑珍
- 梳妝：喜悅髮型設計
- 造型設計：包中強
- 外景燈光：大立影視燈光
- 外景攝影：飛箭攝影小組
- 佈景：王錫三、陳錦龍、劉邦正、王文華、許木田、蘇進德、蘇福建、蘇本田
- 攝影：陳三雄、王燕冲、陳益銘
- 成音：徐幼君、陳文田
- 燈光：江碩茂
- 視訊：黃鎮
- 技術指導：林健兒
- 美術助理：謝俊明
- 剪輯：陳林訓
- 音效：華聆工作室
- 助理導播：林愛珍、李蘭珠
- 副導播：李耀漢
- 導播：馬亞民
- 感謝：和成欣業、飛利浦、永豐餘造紙、天成元有限公司（大家源開飲機）、西陵電子、聯大電腦、高尚茶具

## 歌曲
片頭曲1：〈超越自己〉
作詞、作曲：戴維雄；主唱：呆呆熊合唱團
片頭曲2：〈表白〉
作詞、作曲：戴維雄；主唱：周守訓
片尾曲1：〈可以像知己一樣〉
作詞：吳清俊；作曲：盛子貞；主唱：周傳雄（小剛）
片尾曲2：〈沒有你的日子〉
作詞：安克強；作曲：李士先；主唱：周傳雄（小剛）